# Roques del Serrat del Moro
Les Roques del Serrat del Moro és una muntanya de 1.152 metres que es troba entre els municipis de les Planes d'Hostoles, a la comarca de la Garrotxa i de Susqueda, a la comarca de Selva.